# Onzième circonscription de Paris
Pour les articles homonymes, voir Onzième circonscription de Paris de 1958 à 1986 et Onzième circonscription de Paris de 1988 à 2012.
La onzième circonscription de Paris est l'une des 18 circonscriptions électorales françaises que compte le département de Paris (75) situé en région Île-de-France depuis le redécoupage des circonscriptions électorales réalisé en 2010 et applicable à partir des élections législatives de juin 2012.

## Délimitation de la circonscription
La loi du 23 février 2010 ratifie l'ordonnance du 29 juillet 2009, laquelle détermine la répartition des sièges et la délimitation des circonscriptions pour l'élection des députés.
La circonscription est délimitée ainsi : une partie du 6e arrondissement, comprenant le quartier Notre-Dame-des-Champs, et une partie du 14e arrondissement, comprenant le quartier du Montparnasse et la portion des quartiers du Parc-de-Montsouris, du Petit-Montrouge et de Plaisance située au nord de l'axe des voies suivantes : avenue Reille, rue Beaunier, rue de Coulmiers, rue Auguste-Cain, rue des Plantes et rue d'Alésia.
Cette délimitation s'applique donc à partir de la XIVe législature de la Cinquième République française.
Cette onzième circonscription de Paris correspond à des parties des précédentes deuxième, dixième et onzième circonscriptions.

## Députés
| Législature | Début de mandat | Fin de mandat   | Député             | Parti politique | Observations                                                                           |
| ----------- | --------------- | --------------- | ------------------ | --------------- | -------------------------------------------------------------------------------------- |
| XIVe        | 20 juin 2012    | 20 juin 2017    | Pascal Cherki      | PS              |                                                                                        |
| XVe         | 21 juin 2017    | 13 janvier 2021 | Marielle de Sarnez | MoDem           | Marielle de Sarnez meurt le 13 janvier 2021. Maud Gatel lui succède le lendemain.      |
| XVe         | 14 janvier 2021 | 21 juin 2022    | Maud Gatel         | MoDem           | Marielle de Sarnez meurt le 13 janvier 2021. Maud Gatel lui succède le lendemain.      |
| XVIe        | 22 juin 2022    | 9 juin 2024     | Maud Gatel         | MoDem           | Mandat écourté à la suite d'une dissolution parlementaire décidée par Emmanuel Macron. |
| XVIIe       | 8 juillet 2024  | En cours        | Céline Hervieu     | PS              |                                                                                        |

## Résultats électoraux

### Élections législatives de 2012
Les élections législatives se sont déroulées les dimanches 10 et 17 juin 2012.
| Candidat                          | Candidat              | Parti                    | Premier tour | Premier tour | Second tour | Second tour |  |
| Candidat                          | Candidat              | Parti                    | Voix         | %            | Voix        | %           |  |
| --------------------------------- | --------------------- | ------------------------ | ------------ | ------------ | ----------- | ----------- |  |
|                                   | Pascal Cherki élu     | PS                       | 17 722       | 40,11        | 23 901      | 56,47       |  |
|                                   | Jean-Pierre Lecoq     | UMP                      | 14 770       | 33,43        | 18 421      | 43,53       |  |
|                                   | Dominique Noguères    | FG (Divers gauche) (PCF) | 2 685        | 6,08         |             |             |  |
|                                   | Célia Blauel          | EÉLV                     | 2 554        | 5,78         |             |             |  |
|                                   | Claire Coutau-Bégarie | RBM (SIEL) (FN)          | 1 976        | 4,47         |             |             |  |
|                                   | Jean-François Martins | CpF (MoDem)              | 1 619        | 3,66         |             |             |  |
|                                   | Marianne Picard       | MRC                      | 458          | 1,04         |             |             |  |
|                                   | Philippe Péjo         | PRV (LGM, CD)            | 456          | 1,03         |             |             |  |
|                                   | Frédéric Cella        | Pirate                   | 385          | 0,87         |             |             |  |
|                                   | Laurent Duffault      | NC                       | 302          | 0,68         |             |             |  |
|                                   | Miron Cusa            | MHAN                     | 273          | 0,62         |             |             |  |
|                                   | Dominique Mahé        | DLR                      | 253          | 0,57         |             |             |  |
|                                   | Maxime Muller         | Divers écologiste        | 204          | 0,46         |             |             |  |
|                                   | Florine Wong          | NPA                      | 161          | 0,36         |             |             |  |
|                                   | Jean-Noël Benoit      | PFE (AÉI)                | 138          | 0,31         |             |             |  |
|                                   | Charles-Henri Bernard | CNIP                     | 135          | 0,31         |             |             |  |
|                                   | Laurent Vinciguerra   | LO                       | 90           | 0,20         |             |             |  |
|                                   |                       |                          |              |              |             |             |  |
| Inscrits                          | Inscrits              | Inscrits                 | 69 530       | 100,00       | 69 506      | 100,00      |  |
| Abstentions                       | Abstentions           | Abstentions              | 24 995       | 35,95        | 26 262      | 37,78       |  |
| Votants                           | Votants               | Votants                  | 44 535       | 64,05        | 43 244      | 62,22       |  |
| Blancs et nuls                    | Blancs et nuls        | Blancs et nuls           | 354          | 0,79         | 922         | 2,13        |  |
| Exprimés                          | Exprimés              | Exprimés                 | 44 181       | 99,21        | 42 322      | 97,87       |  |
| Source : Ministère de l'Intérieur |                       |                          |              |              |             |             |  |

### Élections législatives de 2017
Pour les élections législatives du 11 et 18 juin 2017, 20 candidats se présentent dans la 11ème circonscription, parmi lesquels le député sortant Pascal Cherki pour le Parti socialiste, l'avocat Francis Szpiner pour Les Républicains et l'UDI et Marielle de Sarnez pour le MoDem.
|                                                                      |                                                                      |                           |                           |                          |                          |
|                                                                      |                                                                      | Premier tour 11 juin 2017 | Premier tour 11 juin 2017 | Second tour 18 juin 2017 | Second tour 18 juin 2017 |
|                                                                      |                                                                      |                           |                           |                          |                          |
|                                                                      |                                                                      | Nombre                    | % des inscrits            | Nombre                   | % des inscrits           |
| Inscrits                                                             | Inscrits                                                             | 70 946                    | 100,00                    | 70 944                   | 100,00                   |
| Abstentions                                                          | Abstentions                                                          | 26 724                    | 37,67                     | 35 600                   | 50,18                    |
| Votants                                                              | Votants                                                              | 44 222                    | 62,33                     | 35 344                   | 49,82                    |
|                                                                      |                                                                      |                           | % des votants             |                          | % des votants            |
| Bulletins blancs                                                     | Bulletins blancs                                                     | 368                       | 0,83                      | 4 064                    | 11,50                    |
| Bulletins nuls                                                       | Bulletins nuls                                                       | 155                       | 0,35                      | 1 042                    | 2,95                     |
| Suffrages exprimés                                                   | Suffrages exprimés                                                   | 43 699                    | 98,82                     | 30 238                   | 85,55                    |
|                                                                      |                                                                      |                           |                           |                          |                          |
| Candidat Étiquette politique (partis et alliances)                   | Candidat Étiquette politique (partis et alliances)                   | Voix                      | % des exprimés            | Voix                     | % des exprimés           |
|                                                                      |                                                                      |                           |                           |                          |                          |
|                                                                      | Marielle de Sarnez Mouvement démocrate (La République en marche !)   | 17 733                    | 40,58                     | 19 203                   | 63,51                    |
|                                                                      | Francis Szpiner Les Républicains                                     | 7 316                     | 16,74                     | 11 035                   | 36,49                    |
|                                                                      | Pascal Cherki (député sortant) Parti socialiste                      | 6 599                     | 15,10                     |                          |                          |
|                                                                      | Jean-Pierre Coulomb La France insoumise                              | 3 430                     | 7,85                      |                          |                          |
|                                                                      | Florentin Letissier Europe Écologie Les Verts                        | 2 643                     | 6,05                      |                          |                          |
|                                                                      | Armelle Malvoisin La République en marche ! diss.                    | 1 465                     | 3,35                      |                          |                          |
|                                                                      | Élisabeth Baston Front national                                      | 1 064                     | 2,43                      |                          |                          |
|                                                                      | Anissa Ghaidi Parti communiste français (République et socialisme)   | 673                       | 1,54                      |                          |                          |
|                                                                      | Bruno de Fromont Divers droite                                       | 474                       | 1,08                      |                          |                          |
|                                                                      | Luce Condamine Parti animaliste                                      | 378                       | 0,87                      |                          |                          |
|                                                                      | Miron Cusa MHAN (Confédération pour l'homme, l'animal et la planète) | 366                       | 0,84                      |                          |                          |
|                                                                      | François de Grailly Debout la France                                 | 322                       | 0,74                      |                          |                          |
|                                                                      | Jean-Roch Sergent Union des démocrates et indépendants               | 308                       | 0,70                      |                          |                          |
|                                                                      | Marc Agénis-Nevers Union populaire républicaine                      | 290                       | 0,66                      |                          |                          |
|                                                                      | Marielle Blanc-Pernin Écologiste (Mouvement 100 %)                   | 238                       | 0,54                      |                          |                          |
|                                                                      | Laurent Vinciguerra Lutte ouvrière                                   | 200                       | 0,46                      |                          |                          |
|                                                                      | Anne Billoët Divers (Allons enfants !)                               | 74                        | 0,17                      |                          |                          |
|                                                                      | Cyrille Niol Divers droite (577-Les Indépendants)                    | 65                        | 0,15                      |                          |                          |
|                                                                      | Hippolyte Peters-Desteract Divers (À nous la démocratie)             | 32                        | 0,07                      |                          |                          |
|                                                                      | Christian Laurut Écologiste (Mouvement 100 %)                        | 29                        | 0,07                      |                          |                          |
| Source : Ministère de l'Intérieur - Onzième circonscription de Paris |                                                                      |                           |                           |                          |                          |

### Élections législatives de 2022
Les élections législatives françaises de 2022 se déroulent les dimanches 12 et 19 juin 2022.
|                                                    |                                                                               |                           |                           |                          |                          |
|                                                    |                                                                               | Premier tour 12 juin 2022 | Premier tour 12 juin 2022 | Second tour 19 juin 2022 | Second tour 19 juin 2022 |
|                                                    |                                                                               |                           |                           |                          |                          |
|                                                    |                                                                               | Nombre                    | % des inscrits            | Nombre                   | % des inscrits           |
| Inscrits                                           | Inscrits                                                                      | 73 057                    | 100                       | 73 058                   | 100                      |
| Abstentions                                        | Abstentions                                                                   | 29 131                    | 39,87                     | 29 154                   | 39,91                    |
| Votants                                            | Votants                                                                       | 43 926                    | 60,13                     | 43 904                   | 60,09                    |
|                                                    |                                                                               |                           | % des votants             |                          | % des votants            |
| Bulletins blancs                                   | Bulletins blancs                                                              | 472                       | 1,07                      | 1 251                    | 2,85                     |
| Bulletins nuls                                     | Bulletins nuls                                                                | 140                       | 0,32                      | 440                      | 1,00                     |
| Suffrages exprimés                                 | Suffrages exprimés                                                            | 43 314                    | 98,61                     | 42 213                   | 96,15                    |
|                                                    |                                                                               |                           |                           |                          |                          |
| Candidat Étiquette politique (partis et alliances) | Candidat Étiquette politique (partis et alliances)                            | Voix                      | % des exprimés            | Voix                     | % des exprimés           |
|                                                    |                                                                               |                           |                           |                          |                          |
|                                                    | Olivia Polski Nouvelle Union populaire écologique et sociale Parti socialiste | 16 274                    | 37,57                     | 18 805                   | 44,55                    |
|                                                    | Maud Gatel* Ensemble                                                          | 16 154                    | 37,30                     | 23 407                   | 55,45                    |
|                                                    | Marie-Claire Carrère-Gée Les Républicains                                     | 5 283                     | 12,20                     |                          |                          |
|                                                    | Franck Layré-Cassou Reconquête                                                | 2 253                     | 5,20                      |                          |                          |
|                                                    | Saddia Cousin Rassemblement national                                          | 1 520                     | 3,51                      |                          |                          |
|                                                    | Valentine Labourdette Parti animaliste                                        | 761                       | 1,76                      |                          |                          |
|                                                    | Nolwenn Le Gac Parti pirate                                                   | 510                       | 1,18                      |                          |                          |
|                                                    | Laurent Vinciguerra Lutte ouvrière                                            | 368                       | 0,85                      |                          |                          |
|                                                    | Dominique Edon-Guillot Parti ouvrier indépendant démocratique                 | 190                       | 0,44                      |                          |                          |
|                                                    | Marie-Thérèse-Jeanne Siméon Ep Eychart Divers gauche                          | 1                         | 0,00                      |                          |                          |
| * Députée sortante                                 |                                                                               |                           |                           |                          |                          |

### Élections législatives de 2024
| Candidat                 | Candidat                 | Parti et coalition       | Nuances                  | Premier tour | Premier tour | Second tour | Second tour |
| Candidat                 | Candidat                 | Parti et coalition       | Nuances                  | Voix         | %            | Voix        | %           |
| ------------------------ | ------------------------ | ------------------------ | ------------------------ | ------------ | ------------ | ----------- | ----------- |
|                          | Céline Hervieu           | PS (NFP)                 | UG                       | 24 195       | 43,70        | 25 213      | 50,58       |
|                          | Maud Gatel               | MoDem (ENS)              | ENS                      | 19 295       | 34,85        | 24 631      | 49,42       |
|                          | Lindsay Fischer          | RN                       | RN                       | 5 632        | 10,17        |             |             |
|                          | Jean-François Alexandre  | LR                       | LR                       | 3 888        | 7,02         |             |             |
|                          | Anne-Marie Taranne       | REC                      | REC                      | 749          | 1,35         |             |             |
|                          | Julie Lasne              | LMPA (TUPV)              | ECO                      | 715          | 1,29         |             |             |
|                          | Julien Vick              | MEI (RAS)                | DVC                      | 387          | 0,70         |             |             |
|                          | Marie Camp               | AC (LC)                  | DVC                      | 259          | 0,47         |             |             |
|                          | Laurent Vinciguerra      | LO                       | EXG                      | 223          | 0,40         |             |             |
|                          | Iwan Clemente            | SE                       | DIV                      | 25           | 0,05         |             |             |
|                          | Rose Lavire              | NPA-R                    | EXG                      | 0            | 0,00         |             |             |
|                          |                          |                          |                          |              |              |             |             |
| Suffrages exprimés       | Suffrages exprimés       | Suffrages exprimés       | Suffrages exprimés       | 55 368       | 98,9         | 49 844      | 96,17       |
| Votes blancs             | Votes blancs             | Votes blancs             | Votes blancs             | 451          | 0,81         | 1 460       | 2,82        |
| Votes nuls               | Votes nuls               | Votes nuls               | Votes nuls               | 162          | 0,29         | 527         | 1,02        |
| Total                    | Total                    | Total                    | Total                    | 55 981       | 100          | 51 831      | 100         |
| Abstention               | Abstention               | Abstention               | Abstention               | 16 891       | 23,18        | 21 041      | 28,87       |
| Inscrits / participation | Inscrits / participation | Inscrits / participation | Inscrits / participation | 72 872       | 76,82        | 72 872      | 71,13       |